# Takaka
Takaka est un village situé à l’extrémité sud de la Golden Bay dans le nord de l’Île du Sud de la Nouvelle-Zélande.

## Situation
Il est situé sur la rive droite du cours inférieur de la rivière Takaka et est traversé par la route nationale 60 (en) qui suit la vallée de la rivière vers le sud, reliant la Golden Bay à la Baie de Tasman plus populeuse vers le sud-est.

## Gouvernance
Durant la période allant de 1853 à 1876, Takaka fut administré comme une partie de la région de la Province de Nelson (en).

## Activités économiques
L’agriculture, les scieries, les carrières de calcaire et le tourisme sont les principales industries locales. 
La zone autour de Takaka est riche en minerais, or, fer, cuivre, argent et amiante, bien que tous ne soient pas produits en quantité commercialement valable.
Il y a aussi une importante usine laitière de la société 'Fonterra" située dans le centre-ville de Takaka.
La zone autour de «Takaka Hill» est aussi notable pour son système de grottes, avec la plus profonde verticale située à proximité au niveau de Harwood's Hole (en)
Takaka et la “ Golden Bay” sont aussi connus pour l’escalade, la principale zone étant nommée "Paynes Ford". Cette zone est située à environ 20 minutes de marche de Takaka et avec plus de 200 voies d’escalade possibles. 
La plus fameuse montée est nommée 1080 la lettre G parce qu’elle n’a pas de prise pour les mains à son sommet et une vue particulière sur la 'Golden Bay'.
La ville est aussi connue pour les Te Waikoropupu Springs (en) (plus connue comme “ Pupu Springs”), qui détient le record du monde pour la clarté de l’eau.
En juin 2005, la plus grande partie de la ville de Takaka fut temporairement évacuée après un incendie, qui s’est étendu à travers le plus grand complexe industriel de Takaka, qui est une usine de production laitière. 
Il y avait des craintes que des produits chimiques volatiles stockés dans les usines puissent exploser, amenant à la libération de gaz toxiques, qui ensuite ont été prouvés comme n’étant pas retrouvés localement.
L’antipode de Takaka est exactement situé dans la ville de Coriscada, au Portugal.